# Guitare (cuisine)
Pour les articles homonymes, voir Guitare (homonymie).

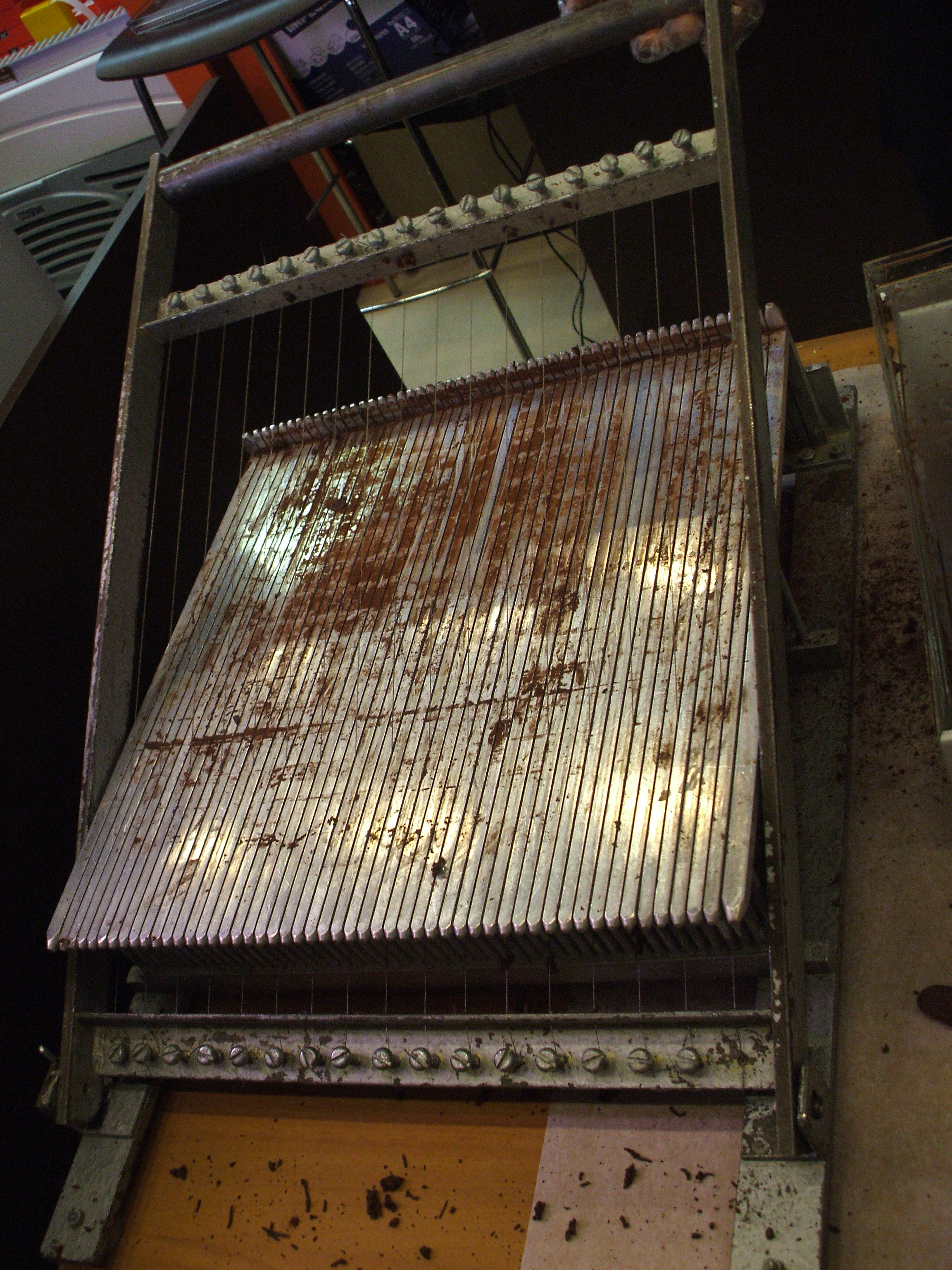
La guitare à chocolat.

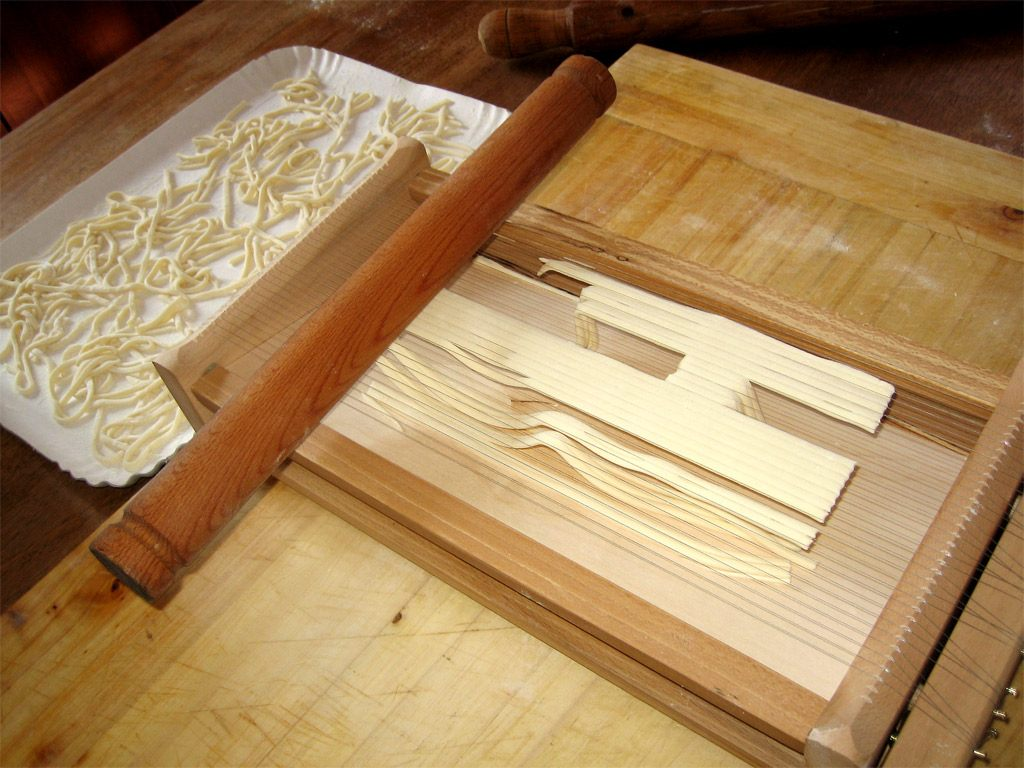
Fabrication des strangozzi à l'aide de la chitarra.

En cuisine, une guitare est un outil qui sert à couper des pièces de diverses pâtes pour en obtenir des lanières ou des petits éléments.

## Confiserie
On utilise une guitare pour découper du chocolat ou de la pâte de fruits de manière régulière. Une guitare de confiseur est composée d'un support sur lequel s'articule un cadre qui maintient tendus de multiples fils.
Elle peut servir à découper des bandes de même largeur, des carrés ou des losanges.
Selon le modèle de guitare, des grilles de différents calibres permettent de varier la taille des pièces.

## En Italie
Dans la région des Abruzzes, la guitare (en italien chitarra) est un ustensile traditionnel utilisé pour la confection de pâtes alimentaires à section carrée, notamment dans la recette des  spaghetti alla chitarra. La pâte abaissée est couchée sur une nappe de fils tendus; elle est coupée en lanières grâce à un rouleau.
Les strangozzi sont aussi mises en forme à l'aide d'une chitara  ce sont des pâtes réalisées avec de la farine et de l'eau mais sans œufs et qui sont traditionnellement originaires  de l'Ombrie.